# Jyrki Pellinen
Jyrki Olavi Pellinen, född 16 maj 1940 i Helsingfors, är en finländsk författare. 
Pellinen är en starkt subjektiv lyriker och har även skrivit bland annat några romaner, noveller och hörspel. Han debuterade 1962 och slog igenom följande år med diktsamlingen Kuuskajaskari; valda dikter av honom utkom 1975 och 1983. Bland hans senare böcker, ofta med bilder ur barndomens landskap, märks Huulilla kylmä tuuli (1990) och Ei ilman tätä (1997). Han är även verksam som bildkonstnär, och han har haft många separatutställningar i Finland och Sverige.
. Han tilldelades Eino Leino-priset 1988.